# Viðar Örn Kjartansson
Viðar Örn Kjartansson (transkripcí Vidar Örn Kjartansson; * 11. března 1990, Selfoss, Island) je islandský fotbalový útočník, který v současnosti působí v klubu Maccabi Tel Aviv FC. Je také islandským reprezentantem.
Mimo Islandu hrál na klubové úrovni v Norsku, Číně, Švédsku a Izraeli.

## Klubová kariéra
V sezóně 2014 se stal s 25 vstřelenými góly v dresu Vålerenga IF nejlepším kanonýrem nejvyšší norské fotbalové ligy.

## Reprezentační kariéra
Viðar Örn Kjartansson hrál za islandské reprezentační výběry U17 a U19.
V A-mužstvu Islandu debutoval 30. 5. 2014 v Innsbrucku v přátelském zápase proti Rakousku (remíza 1:1). Zúčastnil se kvalifikace na EURO 2016 ve Francii, z níž se islandský národní tým poprvé v historii probojoval na evropský šampionát.